# フィリッパ・スカイラー
フィリッパ・デューク・スカイラー（Philippa Duke Schuyler、[ˈskaɪlər]、1931年8月2日 - 1967年5月9日）は、アメリカ合衆国のピアニスト、作曲家、ジャーナリストである。
黒人ジャーナリストジョージ・スカイラーと白人の資産家の遺産相続人ジョゼフィーヌ・スカイラーの間に生まれ、その才能と知性、混血であること、そして母親の奇抜な育て方によって、1930年代に有名になった。
「神童」「アメリカ黒人のシャーリー・テンプル」と称された彼女は、4歳の頃には公の場でリサイタルやラジオ放送を行う著名なピアニストとなっていた。8歳のときには、ニューヨーク万国博覧会で2回のピアノリサイタルを行った。カーネギーホールで開催されたニューヨーク・フィルハーモニック・ヤング・ピープルズ・コンサートなど、様々な音楽コンクールで優勝した。また、11歳で全米作曲家・指揮者協会の最年少の会員になった。しかし、年齢を重ねるごとに人種差別を受けるようになった。後に父と同じジャーナリストとなったが、1967年に南ベトナムでのヘリコプターの墜落事故で亡くなった。

## 生涯

### 若年期
フィリッパ・デューク・スカイラーは、1931年8月2日にニューヨーク・ハーレムで生まれた。父ジョージ・スカイラーは、黒人の著名なエッセイスト・ジャーナリストである。母ジョゼフィーヌ・スカイラー（旧姓コグデル）は、テキサス州出身のリベラルな白人で資産家の遺産相続人で、奴隷所有者の孫であり、マック・セネットの映画会社のキャンペーンガールセネット水着美人の一人だった。フィリッパは一人っ子だった。両親は、異人種間結婚はアメリカの社会問題の多くの解決に役立つと主張し、また、混血により素晴らしい子供が生まれると考えていた。
フィリッパを産む3年前から、母ジョゼフィーヌは自然食品や生のものだけを食べ、肉類を避けることで、「優れた」子供を産むために体と心を整え体内を浄化していた。ジョゼフィーヌは、天才的な才能は生の食べ物だけで育つと信じており、フィリッパはニューヨークのアパートで、生のニンジン、エンドウ豆、ヤムイモ、および生肉を主とした食事で育てられた。また、お菓子の代わりに肝油とレモンスライスを毎日食べさせられていた。ジョゼフィーヌは、「旅行に行くと、フィリッパと私はウェイターを驚かせます。ほとんどのウェイターは、生肉を持って来てもらう前に、議論しなければならないのよ。小さな女の子が生肉を食べているのを見るのは珍しいことだと思うわ」と語っている。
1933年、『ニューヨーク・ヘラルド・トリビューン』紙の記者は、彼女を「ニグロ・ベイビー」と呼んだ。スカイラーは、19か月でアルファベットを知り、2歳で読み書きができるようになったと伝えられている。4歳のときには、シューマンやモーツァルトの曲を演奏できるようになり、自分で作曲もしていたという。6歳の時の知能指数は185だった。

### 音楽のキャリア
母ジョゼフィーヌは、過激なステージママであり、フィリッパをあらゆる音楽コンクールに参加させようとした。1936年6月、全米ピアノ教師ギルドが主催する年次大会で、10曲のオリジナル曲を演奏し、4歳にして初めて金賞を受賞した。カーネギーホールで開催されるニューヨーク・フィルハーモニック・ヤング・ピープルズ・コンサートでは、8回連続で入賞した後、出場を断られるようになった。また、音楽教育連盟やニューヨーク市からも金賞を受賞している。
スカイラーのピアノリサイタルやラジオ放送は、マスコミに大きく取り上げられた。ニューヨーク市長のフィオレロ・ラガーディアもスカイラーのファンの一人で、何度もスカイラーの家を訪問している。ニューヨーク万国博覧会において、ラガーディア市長は1940年6月19日を「フィリッパ・デューク・スカイラー・デー」とし、スカイラーは2回のリサイタルを行った。
スカイラーが9歳のとき、『ザ・ニューヨーカー』誌の記者ジョセフ・ミッチェルは、スカイラーの初期の曲をいくつか聴いて、"Evening With A Gifted Child"という記事を書いた。ミッチェルは、スカイラーが両親をファーストネームで呼ぶことに注目した。スカイラーは、飛び級により11歳で中学校の課程を修了し、14歳までに200曲を作曲した。1942年には、全米作曲家・指揮者協会の最年少の会員になった。
思春期を迎える頃には、アメリカ国内だけでなく国外でも常にツアーを行っていた。15歳のとき、ピウス10世典礼音楽学校のスコラ・カントルム（聖歌学校）であるヤング・S・J神父記念高校を卒業した。また、ルウィソーン・スタジアムでニューヨーク・フィルハーモニックと共演した。その後、マンハッタンビル大学で勉強を続けた。
スカイラーのピアニストとしての才能は広く認められていたが、多くの批評家は、スカイラーは勢いのある曲を得意としていると考えており、ニュアンスのある作品に取り組む際のスタイルを批判していた。スカイラーの演奏は高く評価され、アメリカの多くの子供たちのお手本となった。しかし、両親が娘の人生とキャリアを記録したスクラップ帳を見せられたことで、スカイラーの心に暗い影が投げかけられた。そのスクラップ帳には、両親が娘に対する信念や抱負を語った新聞記事の切り抜きが多数掲載されていた。自分が「遺伝子実験」のために生まれ、育てられたという事実は、ピアニストとしての幸せを感じさせた多くの幻想を打ち砕いた。
その後、スカイラーは、アメリカ国内で演奏する際にさらされる人種的・性別的な偏見に幻滅して、音楽活動の多くをアメリカ国外で行うようになった。スカイラーは、混血の人々が多く住むラテンアメリカに逃れた。これは、ラテンアメリカ、カリブ、アジア、アフリカ、ヨーロッパを旅し演奏するという、一種の「亡命」だった。ハイチでは、3人の歴代大統領の就任式で演奏した。アフリカでは、エチオピアの皇帝ハイレ・セラシエ、コンゴ共和国のパトリス・ルムンバとジョセフ・カサブブによる独立記念式典、ガーナのクワメ・エンクルマ大統領、ランバレネのハンセン病患者隔離施設にいたアルベルト・シュヴァイツァーなど、様々な著名人のために演奏した。1959年に白人として活動を始めたのは、最初は南アフリカを訪問するためだったが、数年後には白人としてアメリカのコンサートシーンに再登場したほうがキャリアを積めると考えたからである。

### ジャーナリストとしてのキャリア
1960年代初頭にコンサート活動が減少したため、30代になってからは、父ジョージ・スカイラーと同じジャーナリストとしての活動を始め、旅先での出来事を記事にして寄稿した。スカイラーは世界の100以上の新聞や雑誌で記事を発表し、UPI通信社では数少ない黒人ライターの一人だった。スカイラーは、自身の生涯について書いた"Adventures in Black and White"（1960年）、ベルギー領コンゴの独立のための戦いをまとめた"Who Killed the Congo?"（1962年）、カトリック宣教師について書いた"Jungle Saints"（1963年）、母との共著による科学的な夢の解釈についての本"Kingdom of Dreams"（1966年）の4冊のノンフィクションを出版した。

## 私生活
スカイラーの私生活は、子供の頃から不幸なことが多かった。母親は彼女を鞭で厳しく罰した。また、母親があまり学校に通わせなかったため、友達がいなかった。学校に行っても、同年代の子供たちよりも先に進んでいたし、ほとんどの場合、クラスで唯一のマイノリティだった。
スカイラーは自分の人種に劣等感を抱き、黒人であることを「汚名」(stigma)と捉えていた。また、両親の価値観の多くを否定し、異人種間結婚を過ちと考えていた。スカイラーは、フェミニストとしての主張を強めていき、フェリパ・モンテロ・イ・スカイラーという偽名でイベロアメリカ系になりすまそうとした。
スカイラーは生涯で一度も結婚しなかったが、多くの恋愛をした。1965年、ガーナの外交官ジョルジュ・アペド＝アマーと不倫をし子供を身籠もったが、黒人との子供を産みたくないという理由で、ティフアナで危険な妊娠後期中絶を受けた。スカイラーは、アーリア人男性と結婚して自分のキャリアを高め、理想的な子孫を残したいと考えていた。
スカイラーと父親は、ジョン・バーチ・ソサエティのメンバーだった。スカイラーは、母語の英語のほか、フランス語、イタリア語、スペイン語、ポルトガル語、ドイツ語を話した。スカイラーは、敬虔なカトリック教徒だった。

## 死去
1966年、スカイラーは南ベトナムへ行き、軍隊やベトナム人グループのために演奏した。1967年4月、ウィリアム・ローブの『マンチェスター・ユニオン・リーダー』紙の戦争特派員として南ベトナムを再訪し、信徒宣教師としても活動した。
5月9日、ダナンでベトナムの孤児を避難させるための任務を遂行中、スカイラーが乗るアメリカ軍のヘリコプターが事故でダナン湾に墜落した。スカイラーは、墜落してすぐは生存していたものの、泳げなかったため溺れて死亡した。スカイラーは、本来は数日前にベトナムを離れる予定だったが、カトリックと仏教の派閥が対立していたフエからカトリックの子供たちを連れてくるために滞在を延長していた。ベトナムで亡くなったアメリカ人女性ジャーナリストは、スカイラーが2人目だった。
5月18日、ニューヨークのセント・パトリック大聖堂で行われたスカイラーの葬儀には、2千人の弔問客が訪れた。
母ジョゼフィーヌは彼女の死に大きな衝撃を受け、1969年の2回目の命日の数日前に自殺した。

## 書籍
- Philippa Duke Schuyler, Adventures in Black and White, with Foreword by Deems Taylor, (New York:  R. Speller, 1960)
- Philippa Duke Schuyler, Who Killed the Congo?, (New York:  Devin-Adair, 1962)[31]
- Philippa Duke Schuyler, Jungle Saints: Africa's Heroic Catholic Missionaries, (Roma:  Verlag Herder, 1963)
- Philippa Duke Schuyler and Josephine Schuyler, Kingdom of Dreams, (New York:  R. Speller, 1966)
- Philippa Duke Schuyler, Good Men Die, (New York:  Twin Circle, 1969)